# Flyvesikkerhed
Flyvesikkerhed er et begreb, der er nøje indarbejdet i alle instanser, der har med flyvning at gøre. Man viser særlig omhu, ikke blot hvor man rent mekanisk vedligeholder flyvemaskinerne, men også ved konstruktion af fly og flyvepladsudstyr, fastlæggelse af administrative procedurer, kontrol af luftrummet, evaluering af hændelser m.m.
Hvert flyselskab og luftvåben har sin egen flyvesikkerhedsorganisation, der overvåger procedurer og vedligeholdelsesarbejder, og som i nært samarbejde med flyets fabrikant efterforsker uregelmæssigheder. Alle 'hændelser' (uregelmæssigheder) i forbindelse med flyvning, inspektion og vedligeholdelse bliver efterforsket og analyseret. Ikke med fokus på skyld, men for at fastlægge hvad der er årsagen, og hvordan man kan undgå gentagelser.
Et af de vigtigere værktøjer til at opklare flystyrt er flyets sorte bokse, der i virkeligheden er orange for at man nemmere kan finde dem blandt vragdele. Oplysninger fra disse er uvurderlige i opklaringen af havarier.
Civile og militære flyvehavariundersøgelser foretages i Danmark af henholdsvis Havarikommissionen for Civil Luftfart og Jernbane og Forsvarets Flyvehavarikommission.
| Luftfart | Spire Denne artikel om flyvning er en spire som bør udbygges. Du er velkommen til at hjælpe Wikipedia ved at udvide den. |